# Prête-plume
Pour les articles homonymes, voir Nègre (homonymie).
Nègre
Un prête-plume ou écrivain fantôme,, autrefois appelé familièrement nègre littéraire, ou simplement nègre,, est l’auteur « sous-traitant » et anonyme d’un texte signé par une autre personne, souvent célèbre.
L’emploi du mot « nègre », dans cette acception, date du milieu du XVIIIe siècle, en référence à l’exploitation des populations noires d’Afrique. Il fut popularisé par Eugène de Mirecourt, dans un pamphlet raciste visant l'auteur métis Alexandre Dumas. Le ministère français de la Culture et l'Office québécois de la langue française recommandent désormais l'emploi du terme  « prête-plume », .

## Origine et contestation de l'appellation de «nègre» littéraire

### Une référence aux esclaves d'origine africaine
Le mot « nègre », dérivé de l’adjectif latin niger (« noir »), désigne par métonymie une personne à la peau noire, originaire d'Afrique subsaharienne. Ce mot chargé de connotations négatives est aujourd’hui remplacé par « noir », sauf raisons particulières comme une revendication identitaire par exemple (cf. la négritude).
En relation avec la situation sociale des esclaves déportés par la traite des Noirs dans le monde occidental à partir du XVIe siècle, le mot « nègre » désigne dès le XVIIe siècle une personne que l’on fait travailler très durement et sans respect, le plus souvent dans les champs ou comme domestique.
C’est de cette fonction servile dans laquelle la personne exploitée n’a droit à aucune reconnaissance que viendra par analogie, au XVIIIe siècle, le sens d’auxiliaire qui effectue le travail d’un commanditaire qui s’en attribue le profit. Le Trésor de la langue française donne la définition suivante : « personne anonyme qui rédige pour une personnalité, qui compose les ouvrages d’un auteur connu » avec des citations du XXe siècle (Georges Duhamel 1945, Tharaud 1937) ; le dictionnaire Le Robert donne, quant à lui, 1757 pour la première occurrence de ce sens, sans indiquer chez quel auteur ou dans quelle œuvre. On a alors la définition moderne d’une pratique très ancienne, associée par exemple à Alexandre Dumas père et qu’illustre le mot prêté à son fils : « Dumas ? Un mulâtre qui a des nègres. » C’est d’ailleurs Eugène de Mirecourt qui a vraiment lancé le terme dans son pamphlet sur Dumas en 1845.
Le mot « nègre » avec ce sens figuré n’apparaît pas dans le Dictionnaire universel de Pierre Boiste (1812), ni dans le Littré de 1872, ni dans le Grand Dictionnaire universel du XIXe siècle (p. 903, t. 11). Le Dictionnaire de l’Académie en 1932 se limite à un sens restrictif avec la définition suivante : « Il se dit, en langage d’atelier, d’un auxiliaire qu’on emploie pour préparer un travail, pour en exécuter la partie en quelque sorte mécanique. »

### Les autres termes aujourd'hui préférés officiellement en France et au Canada
Dans le domaine politique, on parle de « plume » pour celui qui écrit les discours, voire les livres d’une personnalité. Ces plumes sont plus ou moins avouées ; parfois elles ne rédigent que des brouillons qui sont parachevés par la personnalité politique. Tels sont les cas d'Erik Orsenna pour François Mitterrand, Christine Albanel pour Jacques Chirac et, en 2007, Marie de Gandt, et Henri Guaino, collaborateurs de Nicolas Sarkozy.
Dans le domaine littéraire, le terme de « plume » ou « prête-plume » est employé jusqu’au XVe siècle, coïncidant avec le début du développement du commerce triangulaire et, avec lui, de l'esclavage des Noirs. Ce terme est resté utilisé par les Canadiens francophones. Ainsi, l'Office québécois de la langue française observe que le terme « nègre » provoque aujourd'hui des réticences en raison de sa très forte connotation, et suggère d'utiliser des termes plus neutres comme « prête-plume » et « écrivain fantôme ».
Au XVIIIe siècle, le terme consacré était celui d’« écrivain à gage », et dans le langage familier spécialisé des écrivains et des éditeurs, on trouve le mot « teinturier » avec le même sens. Voltaire, lui, utilisait le terme de « blanchisseur ».
Le mot « nègre » dérange aujourd’hui[Depuis quand ?] à cause de sa connotation raciste. On l’emploie ainsi souvent entre guillemets ou accompagné de l’adjectif « littéraire » et on a proposé des substitutions comme « écrivain privé », ou « écrivain sous-traitant », « rewriter », etc., mais leur emploi n’est pas vraiment établi. On trouve parfois des euphémismes comme « collaborateur », « relecteur », « chargé de la mise en forme »[réf. nécessaire] ou « documentaliste ».
En 2016, la journaliste Sophie Blandinières a dit « j'assume totalement le terme de « nègre » et je le revendique ».
En 2017, une pétition lancée à l'initiative de Nelly Buffon demande le remplacement de cette locution dans le Dictionnaire de l'Académie française. En avril 2017, la délégation générale à la langue française et aux langues de France propose d'utiliser l'expression « prête-plume », recommandation confirmée par le ministère de la Culture le 13 novembre 2017 selon un courrier adressé au Conseil représentatif des associations noires de France (CRAN).

## Le métier de prête-plume

### Exemples historiques
Par définition, les prête-plume sont des écrivains fantômes, mais la rumeur veut que beaucoup d’auteurs célèbres y aient eu recours et des spécialistes cherchent à le démontrer. Pierre Louÿs, en 1919, puis d’autres critiques comme Dominique Labbé attribuent ainsi à Pierre Corneille la paternité de certaines œuvres de Molière, ce que conteste Georges Forestier, titulaire de la chaire des études théâtrales du XVIIe siècle de la Sorbonne. Un débat analogue concerne entre autres Shakespeare soupçonné d’avoir collaboré avec d’autres dramaturges.
On discute aussi la part prise par Paul Arène dans l'écriture de certaines œuvres d’Alphonse Daudet comme les Lettres de mon moulin.
Le cas qui a popularisé l'image du prête-plume ou « nègre littéraire » est celui d'Alexandre Dumas père et d'Auguste Maquet, le plus connu de ses collaborateurs de l'ombre. Maquet rédigeait une première mouture à partir de ses recherches historiques, puis celle-ci était récrite par Dumas, qui ajoutait son style d'écrivain ainsi que les épisodes issus de son imagination. Ainsi, une dizaine de pages écrites par Maquet pouvaient se voir multiplier par dix après le passage du romancier. Certaines parties du premier jet ont été cependant reprises sans aucune modification, notamment dans Les Trois Mousquetaires, Le Comte de Monte-Cristo ou Vingt Ans après.

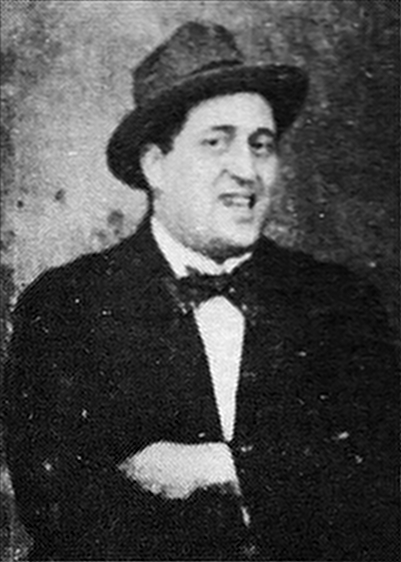
Guillaume Apollinaire.

Eugène de Mirecourt est resté célèbre pour ses démêlés avec Dumas. Il a dénoncé, en 1845, dans un pamphlet raciste intitulé Fabrique de romans : Maison Alexandre Dumas & Cie, le fait que l’œuvre de Dumas était rédigée par d’autres. Il écrit que les collaborateurs du romancier « se ravalaient à la condition de nègres, travaillant sous le fouet d’un mulâtre ». Dumas a porté plainte et Mirecourt a été condamné à six mois de prison et à une amende pour diffamation. Gérard de Nerval, Théophile Gautier, Octave Feuillet, Jules Janin, Eugène Sue, Anicet-Bourgeois, Paul Bocage auraient figuré parmi les écrivains fantômes de celui que Mirecourt désignait comme « le premier homme de couleur à avoir des nègres blancs »,.
Apollinaire a été l'un des deux prête-plume employés par l'avocat Henry Esnard pour rédiger le roman-feuilleton Que faire ? consacré à deux affaires criminelles datant de 1887 et 1888, les procès Pranzini et Prado,. Ce feuilleton, signé « H. Desnar », a été publié dans Le Matin en 1900.
Plusieurs prête-plume sont devenus célèbres par eux-mêmes, comme Octave Mirbeau, ou H. P. Lovecraft, qui a prêté sa plume à divers auteurs de science-fiction. Colette, au début de sa carrière, a écrit la série des Claudine publiée sous le nom de son mari Willy.
Le général de Gaulle, alors à l’état-major de Philippe Pétain, a rédigé sur sa demande ce qui deviendra La France et son armée. Lassé d’attendre, de Gaulle fit publier le livre en le signant de son nom et se brouilla avec Pétain, malgré l’avant-propos où il lui rend hommage. De même, Emmanuel Berl est l'auteur de certains discours de Pétain en 1940.
David Armine Howarth fut l'écrivain fantôme de Ma terre et mon peuple, la première autobiographie du 14e dalaï-lama.

### Pratique contemporaine
L’utilisation d’un prête-plume est de mise pour les autobiographies ou les récits de personnalités célèbres dans le domaine de l'art, de la politique, du sport ou des faits divers comme :
- Christine Albanel pour Jacques Chirac
- Anne Bragance pour Michel de Grèce
- Alain Dugrand pour Jacques Gaillot
- Éric Dumoulin[31] pour Jean Arthuis, Roselyne Bachelot, Édouard Balladur, Hervé de Charette, Valéry Giscard d'Estaing, Marielle de Sarnez…
- Lionel Duroy pour Jean-Marie Bigard, Mireille Darc, Nana Mouskouri, Sylvie Vartan...
- Dan Franck[32] pour Rika Zaraï, Zinédine Zidane, et une soixantaine d'autres[33].
- François Furet pour Edgar Faure
- Max Gallo pour Martin Gray
- Henri Guaino, Camille Pascal et Marie de Gandt[13]pour Nicolas Sarkozy
- Jean-François Kervéan pour Jean-Claude Brialy, Michel Drucker, Loana, Hervé Vilard…
- Basile de Koch pour Michel Poniatowski, Charles Pasqua, William Abitbol...
- Antoine de Meaux pour Philippe Noiret
- Erik Orsenna
- Patrick Rambaud[34]
- Catherine Siguret[35] pour Julien Courbet, Greg le millionnaire, Lorie, Gérard Louvin, Claudia Schiffer[36]...
- Marie-Thérèse Cuny pour notamment Pierre Bellemare

La suspicion est fréquente à propos des auteurs et autrices prolifiques qui ont en même temps de lourdes activités publiques connues, comme Patrick Poivre d'Arvor, Jack Lang (François Ier, Laurent le Magnifique, Nelson Mandela), Alain Juppé (Montesquieu) ou François Bayrou (Henri IV, le roi libre),.
C’est également le cas pour les personnes utilisant le travail de recherche effectué sous leur direction pour des mémoires ou des thèses et qui s’approprient ce travail sans mentionner son origine. Des révélations apparaissent d’ailleurs régulièrement avec des aveux qui lèvent une partie du secret comme avec Dan Franck ou Patrick Rambaud. Dans une enquête publiée en 2007 dans Le Magazine des livres, Anne-Sophie Demonchy avance même que 20 % des livres d’aujourd’hui seraient écrits par des prête-plume.
Cette collaboration est cependant de plus en plus affichée comme celle de Max Gallo pour Au nom de tous les miens, signé par Martin Gray en 1971, ou, pour prendre un autre exemple récent, la publication posthume en mars 2007 de Mémoire cavalière de Philippe Noiret avec l’intervention d’Antoine de Meaux dont le nom figure sur la page de garde, mais cependant pas sur la couverture. Dans le vocabulaire de la maison d'édition, on parle parfois de « métis », lorsque le nom du nègre littéraire apparaît sur la couverture.
La pratique de « l'écriture fantôme » (parfois désignée par l'anglicisme ghostwriting) est courante auprès des entreprises pharmaceutiques et dans le monde médical où les publications sont signées de la plume d'universitaires qui ne les ont pas véritablement écrites,,.
Aujourd'hui, les départements marketing de certains groupes pharmaceutiques rédigent des articles qui sont ensuite signés par des leaders d'opinion et des universitaires,,.

#### La rémunération
Quant à la rémunération, selon Marc Autret, un prête-plume serait payé 10 à 30 € la page plus un pourcentage, gardé secret, sur le bénéfice des ventes. Quand il n’y a pas de pourcentage, les « honoraires » sont de l’ordre de 75 à 100 € la page.[Quand ?]  Au début du XXe siècle, les prête-plume politiques étaient payés environ 30 000 euros par livre, ce qui représentait environ trois mois de travail.
Une autre méthode consiste en une rémunération au mot – un livre typique comptant environ 50 000 mots. Par exemple, les écrivains fantômes de « Ghostwriters Ink » demandent entre 12 000 $ et 28 000 $ (8 000 à 19 000 €) pour écrire un livre de cette taille, sans pourcentage sur les ventes, et les écrivains fantômes de « SEO Writer » demandent entre 10 000 $ et 12 000 $ (7 500 à 9 000 €) pour écrire un livre de cette taille, encore sans pourcentage sur les ventes.[Quand ?]
Le plus souvent, les prête-plume reçoivent un tiers des droits d’auteur.
Par ailleurs, les dernières années[évasif] ont vu apparaître des métiers qui se déclinent sous le vocable « écrivain privé » ou « artisan rédacteur » et qui proposent leurs services au grand public. Ces personnes se chargent, selon la volonté de la clientèle, de correction d’œuvres, de réécriture partielle ou totale de documents, voire de la rédaction complète de travaux à partir d’un matériau fourni. La frontière est alors moins nette avec le métier d'écrivain public, qui remplit prioritairement des tâches administratives. On insiste en outre sur des compétences nouvelles, précédemment implicites, comme l'écoute.

## Le métier de prête-plume en musique
Alexandre Dumas a accusé Hector Berlioz (comme le dit Cédric Manuel) d'être le « nègre musical » de Louise Bertin.
Ennio Morricone fut, au début de sa carrière, un prête-plume musical pour les compositeurs de cinéma Mario Nascimbene, Carlo Rustichelli, Francesco Angelo Lavagnino, et pour des chanteurs comme Mario Lanza ou Paul Anka et autres,. Michel Colombier, puis Jean-Claude Petit étaient prête-plumes pour les partitions musicales des bandes originales confiées à Michel Magne. D'autres qui ont travaillé dans l'ombre sur des bandes sonores et n'ont pratiquement jamais été reconnus à l'écran incluent l'Autrichien Eric Zeisl (1905–1959) et le Berlinois Wolfgang Fraenkel (de) (1897–1983).

## Le métier de prête-plume au cinéma
Ettore Scola était un prête-plume pour Vittorio Metz et Marcello Marchesi pendant une demi-décennie à la fin des années 1940,.

## Le prête-plume comme personnage de fiction

### En littérature
- 1987 : Plume de nègre de Hervé Prudon, éditions Mazarine
- 1996 : La Machine à écrire de Bruno Tessarech (éditions Dilettante et Gallimard), qui ouvre son roman par cette définition : « le métier de nègre consiste à donner des idées aux cons et à fournir un style aux impuissants »[63]
- 1994 : Demain dans la bataille pense à moi de Javier Marías, où le narrateur est un prête-plume[64]. Éditions Rivages, français, 1996.
- 2004 : Les Nègres du traducteur de Claude Bleton (éditions Métailié)[65]
- 2004 : Vocation nègre, anonyme (éditions Labor)[66]
- 2006 : Je vous aime de Catherine Siguret (éditions Fleuve noir)[67]
- 2007 : Double Je de Jean-Marie Catonné (éditions Héloïse d’Ormesson)[68]
- 2007 : The Ghost (L’Homme de l’ombre) de Robert Harris
- 2014 : La Tentation barbare de Pierre JB Benichou (éditions Kéro)

### Au cinéma
- 1974 : La moutarde me monte au nez de Claude Zidi : Pierre Durois (Pierre Richard) est prête-plume du maire de la ville et aussi de Patrick.
- 1980 : C'est pas moi, c'est lui, film de Pierre Richard
- 2004 : Mensonges et trahisons et plus si affinités..., film de Laurent Tirard
- 2005 : Les poupées russes, film de Cédric Klapisch
- 2006 : Roman de gare, film de Claude Lelouch
- 2010 : L'Autre Dumas, film de Safy Nebbou. Tiré de la pièce de théâtre, écrite par Cyril Gély et Eric Rouquette. Le personnage d’Auguste Maquet est interprété par Benoît Poelvoorde, celui de Dumas par Gérard Depardieu.
- 2010 : The Ghost Writer, film de Roman Polanski.
- 2018 : Colette, film de Wash Westmoreland.

### À la télévision
- 2011 : De l'encre, série télévisée de Hamé et Ékoué, membres du groupe de rap La Rumeur.